# 傳彩夏
傳 彩夏（でん あやか、2000年7月7日 - ）は、日本のアーティスト・モデル・女優。ボーカル&ダンスユニットONEPIXCELの元メンバーで、チビッコAAAの元メンバーである。

## 略歴
- かつて、avex artist academyに所属し、8歳（小学2年）でチビッコAAAのメンバーとしてAAAのライブに参加した[3]。
- その後、小・中学生時代はキッズファッションブランド「RONI」とavex Dance Masterが提携したチーム「RONI GIRLS」や[4]、ファッション・ダンス・音楽・カルチャーの中高生女子向けニュースサイトである「DANSTREET」でモデル・ダンサーとして活動し、多くのファッションショー・ダンスイベントなどに出演した。この間、テレビCM・映画にも出演している。
- 新ユニットメンバー候補として東宝芸能に移籍し[5]、当時15歳（中学3年）で同社史上初ボーカル&ダンスユニットOnePixcelのメンバーとなった。2018年3月、日本コロンビアより『LAGRIMA』でメジャーデビュー。2021年6月解散。
- 2020年4月、当時19歳（大学2年）でテレビ朝日・ABEMA共同制作『M 愛すべき人がいて』に「西谷真理」役で地上波連続ドラマ初出演。
- 2022年6月の東宝芸能との契約終了後、フリー期間を経て2023年8月より芸映に所属。

### 2009年
- 3月25日、AAA TOUR 2009 -A depArture pArty-（C.C.Lemonホール）にてチビッコAAAの追加メンバーとして初出演。追加メンバーは伊藤千晃 役の傳彩夏と宇野実彩子 役の久保玲奈の二人[3]。4月28日・29日の追加公演にも出演[6]。
- 7月12日、『ダンス・スタイル・キッズVOL.4』 発売イベント（亀戸サンストリート）にチビッコAAAとして出演[7]。
- 8月30日、チビッコAAAファンミーティング（代々木公園噴水広場）に女子メンバーとして初出演[8]。
- 10月、RONI DANCERS・モデルチームに選ばれる[9]。
- 11月29日、Carnival VOL.4（パシフィコ横浜）にRONI DANCERSとして出演[10]。スペシャル・コメンテイターにAAAから浦田直也、宇野実彩子、日高光啓が出席[11]。

### 2010年
- 1月10日、ダンス・スタイルキッズ・フェスティバルvol.1（ラフォーレミュージアム原宿）にチビッコAAAとして出演[12]。
- 3月28日、世界ダウン症の日×FULL HOUSEイベント（亀戸サンストリート）にチビッコAAAとして出演[13]。ケストアーティストはPaniCrew等。
- 5月、DSKモデル 3期生に選ばれる[14]。
- 6月、JENNIダンサーズオーディション最終審査に進出するも選ばれず。Momoka、Meik、Nono、AO、Moeが合格し、J☆Dee'Z(2019年6月に「Jewel」と改名)として活動を開始する[14]。
- 7月31日、ダンス・スタイルキッズ・フェスティバルvol.2（ラフォーレミュージアム原宿）にDSKモデル 3期生として出演[15]。
- 9月、RONI DANCERS 2期生に選ばれる[16]。（2011年2月に「RONI GIRLS」と改名）[17]。
- 11月28日、DEAR KIDS COLLECTION 2010（お台場MEGA WEB）にRONI DANCERSとして出演[18]。

### 2011年
- 4月9日、FULL HOUSE vol.14 （目黒区中小企業センターホール）にRONI GIRLSとして出演[19]。
- 5月7日、mama fes. 2011 spring （東京ビッグサイト）にRONI GIRLSとして出演[20]。
- 8月3日、 TOKYO TOP KIDS COLLECTION A/W(TTKC A/W) 2011 （代々木第二体育館）にRONI GIRLSとして出演[21]。ゲストアーティストに東京女子流[22]、Happiness[23]。
- 9月10日、キラット☆エンタメチャレンジコンテスト2011関東予選（イオンレイクタウンKAZE）にRONI GIRLSとして出演[24]。
- 9月11日、2011 K-POP Cover Dance Festival 日本本選（新木場STUDIO COAST）にRONI GIRLSとして出演。少女時代「GEE」のカバーダンスを披露するも入賞ならず。スペシャルゲストにKARA[25]。
- 10月8日、キラット☆エンタメチャレンジコンテスト2011決勝大会（品川ステラボール）にRONI GIRLSとして出演[26]。ゲストアーティストに東京女子流、Dream5、プリズムメイツ。
- 11月20日、DEAR KIDS COLLECTION 2011（お台場MEGA WEB）にRONI GIRLSとして出演[27]。
- 12月24日、DANCE NATION 2011（幕張メッセ）にRONI GIRLSとして出演[28]。

### 2012年
- 3月、RONI GIRLS 3期生に選ばれる[29]。
- 3月25日、プリティガールズドリームチャレンジ2012（パシフィコ横浜）にRONI GIRLSとして出演（2期生として最後の活動）[30]。
- 4月29日、プチ☆コレ2012（ベルサール渋谷ファースト）にRONI GIRLSとして出演(3期生として最初の活動)[31]。
- 5月4日、お台場BAYSIDE FESTIVAL（アクアシティお台場・ヴィーナスフォート）にRONI GIRLSとして出演[32]。
- 5月13日、mama fes 2012 spring（恵比寿ガーデンプレイス）にRONI GIRLSとして出演[33]。ゲストアーティストにhitomi、ゲストモデルに中林美和 （ラッパー・Zeebraの妻、NiziU・リマの母）、東原亜希、紗栄子。
- 5月19日、RONI京王百貨店フォトコン撮影会に一日ショップ店員として出演[34]。
- 5月26日、DSK Festival vol.4(お台場MEGA WEB)にRONI GIRLSとして出演[35]。
- 8月1日、TTKC A/W 2012（代々木第二体育館）にRONI GIRLSとして出演[36]。
- 8月4日・5日、中国上海梅龍鎮伊勢丹RONIショップに一日ショップ店員として出演[37]。
- 10月14日、DSK Festival vol.6（お台場MEGA WEB）にRONI GIRLSとして出演[38]。
- 10月28日、キラット☆エンタメチャレンジコンテスト2012決勝大会（品川ステラボール）にRONI GIRLSとして出演[39]。
- 11月18日、 DEAR KIDS COLLECTION 2012(お台場MEGA WEB)にRONI GIRLSとして出演[40]。
- 11月25日、 DANCE NATION 2012(幕張メッセ) にRONI GIRLSとして出演。ゲストアーティストにVERBAL(m-flo)、girl next door、U-KISS、Dream5、Prizmmy☆　他。moka(後のlol・moca)をはじめRONI GIRLS OSAKAメンバーと共にgirl next doorバックダンサーとしてもパフォーマンス[41]。

### 2013年
- 1月19日、RONIフォトコンファイナル（原宿Sad Cafe）にゲスト審査員として参加[42]。
- 2月、映画「SHAKE HANDS」の撮影に出演者として参加[43]。
- 3月23日、プリティーリズムドリーム☆フェスティバル（東京ビッグサイト）に出演（RONI GIRLSとして最後の活動）[44]。
- 4月、映画「SHAKE HANDS」の主題歌「Dream Avenue」を歌うユニットSHAKE HANDS CREWにパフォーマーとして参加することが決定[45]。
- 5月4日 - 6日、 オーディトリウム渋谷（現:ユーロライブ）での映画「SHAKE　HANDS」試写会舞台挨拶に出演[46]。
- 5月19日、千葉テレビ「おはYo・HIテンション！」ダンスコンテスト決勝大会にSHAKE HANDS CREWとしてゲスト出演[47]。
- 5月26日、ALL JAPAN SUPER KIDS DANCE CONTEST 2013関東早期予選（上尾ショーサンプラザ）にSHAKE HANDS CREWとしてゲスト出演[48]。
- 6月2日、亀戸カップキッズダンスコンテストvol.1（サンストリート亀戸）にSHAKE HANDS CREWとしてゲスト出演[49]。
- 6月30日、ALL JAPAN SUPER KIDS DANCE CONTEST 2013南関東早期予選（小田原ダイナシティ）にSHAKE HANDS CREWとしてゲスト出演[50]。
- 8月10日 - 30日、オーディトリウム渋谷にて映画「SHAKE HANDS」モーニングショー上映[51]。
- 10月、「DANSTREET」や雑誌「ダンス・スタイル・キッズ」で活躍するダンサー・モデルによるダンスユニットDANSTREET'sが活動開始。メンバーはDen（傳彩夏）・MIYU・RUKA・アンジェリカの4人[52]。
- 11月23日、TOKYO GIRLS CHALLENGE (TG☆C) Vol.1(ラフォーレミュージアム原宿)でDANSTREET'sとして初パフォーマンス[53]。ゲストアーティストにJ☆Dee'Z、Dancing Dolls。

### 2014年
- 1月18日、キッズダンス＠熊谷（彩の国くまがやドーム体育館）にDANSTREET'sとして出演[54]。
- 1月19日、WORLD WIDE（TOKYO DOME CITY HALL）にDANSTREET'sとして出演[55]。
- 1月30日、ダンススタジオ『MILLENNIUM DANCE COMPLEX JAPAN』(原宿)レセプションパーティーにDANSTREET'sとして出演[56]。
- 2月2日、SHIBUYA STREET DANCE FESTIVAL 2014（代々木公園野外ステージ）にDANSTREET'sとして出演[57]。
- 2月11日、TOKYO FASHION COLLECTION（舞浜アンフィシアター）にDANSTREET'sとして出演[58]。
- 3月22日、世界ダウン症の日2014関東公演（クラブチッタ川崎）にDANSTREET'sとして出演[59]。ゲストアーティストにMAX、三浦大知。
- 4月19日、TOKYO GIRLS CHALLENGE Vol.2(ラフォーレミュージアム原宿)でDANSTREET'sとして出演[60]。ゲストアーティストにJ☆Dee'Z、Dancing Dolls、TEMPURA KIDZ。
- 5月4日、HARAJUKU KAWAii!! WEEK 2014(ラフォーレミュージアム原宿)にDANSTREET'sとして出演[61]。
- 5月17日、第一回ダンスト☆撮影会（原宿）にDANSTREET'sからアンジェリカと共に撮影会サポーターとして参加[62]。
- 7月13日、TOKYO TOP KIDS COLLECTION A/W 2014 (代々木第二体育館)における、DANSTREET Special Stageに出演[63]。
- 8月22日、ダンスト夏祭り（原宿MILLENNIUM DANCE COMPLEX JAPAN）にDANSTREET'sとして出演[64]。ゲストアーティストに當山みれい。
- 11月16日、TOKYO GIRLS☆CHALLENGE vol.3 （原宿クエストホール）にDANSTREET'sとして出演[65]。ゲストアーティストにLittle Glee Monster、J☆Dee'Z、Dancing Dolls、當山みれい。

### 2015年
- 2月27日、狐塚来愛とともに、新ユニットメンバー候補のアーティストとして東宝芸能所属となったことが公表された[66]。
- 9月20日、4人組のボーカル&ダンスユニット「OnePixcel（ワンピクセル）」のメンバーとして活動することが発表された。メンバーは、傳彩夏、狐塚来愛、鹿沼亜美、田辺奈菜美の4人。
- 10月18日、mg.live vol.3 ナマオトザカリ（Mt.RAINIER HALL SHIBUYA PLEASURE PLEASURE）が初披露。

### 2020年
- 4月18日 - 7月4日、テレビ朝日・ABEMA共同制作ドラマ『M 愛すべき人がいて』に「西谷真理」役で出演。
- 7月2日、YouTube「Morichi PaniCrewチャンネル」にて映画「SHAKE HANDS」が全編無料公開される[67]。

### 2021年
- 3月29日、公式サイトにて、6月25日に代官山UNITで開催するONEPIXCEL LAST LIVE「サヨナラの前に」をもってONEPIXCELを解散することを発表[68]。

解散後もメンバーは東宝芸能に所属することも明らかにされた。
- 6月25日、ONEPIXCELが解散。

### 2022年
- 1月7日、初のデジタル写真集「resonance 傳彩夏」をリリース。
- 3月16日 - 20日、舞台『ゲートシティーの恋』に出演。
- 6月30日、東宝芸能との契約終了[69]。
- 9月25日、YouTubeチャンネルを開設[70]。

- 12月16日、幸楽苑WEBマガジン「KOURAKUEN style」に掲載[71]。

### 2023年
- 3月、日本大学芸術学部映画学科を卒業[72]。
- 8月9日、YouTubeチャンネルにて芸映に所属したことを報告[73]。

### 2024年
- 8月31日をもって芸映を円満退所したことを報告。[74]

## 人物
ONEPIXCELの当時最年少メンバー。
端正でキレのあるダンスでONEPIXCELのパフォーマンスをリードすると共に、衣装・グッズデザインやライブ構成などクリエイティブ面にも関わった。
『M 愛すべき人がいて』第一話では、lol演ずるボーカル&ダンスユニット「USG」(TRFがモデル)のバックダンサーとして劇中でパフォーマンス。
lolメンバー・mocaとは、傳がRONI GIRLS 2期・3期生で活動していた時期と重なっており（mocaはRONI GIRLS OSAKA 1期・2期生にmoka名義で活動）、2年連続のキラチャレ決勝大会やDANCE NATIONで共演など親交があった。2018年4月の新幹線車中での再会を経て、劇中で8年ぶりの共演が実現した。

## 出演
ONEPIXCELでの出演はONEPIXCEL#略歴を参照。

### 音楽番組
- Channel a （2009年6月4日・11日  、テレビ神奈川）- チビッコAAAとしてAAAと共に出演[78]。
- おはYo・HIテンション！（2013年6月30日、千葉テレビ） - SHAKE HANDS CREWとして出演（5月19日のパフォーマンスをO.A.）[79]。
- DANCE@TV（2014年1月14日、テレビ東京） - DANSTREET'sとして出演[80]。

### ラジオ
- TOKYO DANCE PARK（2013年6月22日、InterFM） -  SHAKE HANDS CREWとして出演[81]。
- TOKYO DANCE PARK（2013年10月5日・2014年7月12日、InterFM）[82][83] - DANSTREET'sとして出演。

### テレビドラマ
- M 愛すべき人がいて（2020年4月 - 7月、テレビ朝日） - 西谷真理 役[84]。

### 映画
- SHAKE HANDS（2013年） - コウタの同級生 役。主演のU-タロウ（コウタ役）、ヒロイン・マナ役の坂本舞白（現:MADEIN・マシロ）、ラウール（現:Snow Man）とは撮影現場の他に共に劇場舞台挨拶にも登壇した。

### インターネットドラマ
- 野武士のグルメ 第12話「想い出のハヤシライス」(2017年、Netflix)[85] - 静子（中学生時代） 役

### CM
- マクドナルドのハッピーセット ジェルペット「いつでも楽しい」篇（2011年）[86]

### 雑誌掲載
- LOVE berry（2016年1月, 5月、徳間書店） - モデル
- ダンス・スタイル・キッズ（2011年夏、2012年10月、2013年2月、6月、2014年2月、リットーミュージック）- 表紙モデル
- 週刊アスキー No.1167(電子版、2018年2月27日) - ONEPIXCEL・田辺奈菜美と共にW表紙モデル[87]
- GIRLS’TREND(ガールズトレンド) vol.21（2019年2月、フリュー株式会社 フリーマガジン） - モデル[88]
- 週刊SPA! 2019年6月11・18日合併号 - ONEPIXCEL・田辺奈菜美と共に「旬撮ガール特集」に掲載[89]

### 舞台
- ドラマデザイン社「ゲートシティーの恋」GATEチーム（2022年3月16日 - 20日、下北沢「劇」小劇場）- 美博 役[90]

## 音楽

### 参加楽曲
- 「M　愛すべき人がいて」Sound Collection＋A VICTORY Special Sampler DISC-2「A VICTORY Special Sampler」(2020年) [91]

　　「City Light Wings」 - Axelsとして参加。
　　作詞：Yup'in  作曲：Fz(Radical Hardcore Clique/stpr)

### DVD
- AAA『AAA TOUR 2009 -A depArture pArty-』（2009年）

## 書籍

### デジタル写真集
- resonance 傳彩夏（2022年1月7日発売、東京祐撮影[93]